# Zadní Doubice
Zadní Doubice (deutsch Hinterdaubitz) ist eine Wüstung in Tschechien. Sie liegt zwei Kilometer östlich von Hinterhermsdorf bzw. sechs Kilometer nordwestlich von Doubice an der Grenze zu Deutschland. Ihre Fluren gehören zur Gemeinde Doubice.

## Geographie
Zadní Doubice befindet sich linksseitig der Kirnitzsch (Křinice) zwischen den Einmündungen des Weißbaches und des Heidelbaches in der Böhmischen Schweiz. Nördlich erhebt sich der Steinberg (458 m), im Südosten der Kozí hřbety (Ziegenrücken) mit dem Slunečný vrch (442 m) und Pytlák (Bittler, 448 m), südwestlich der Königsplatz (436 m) und der Taubenstein (403 m). Gegen Nordosten liegen über dem Tal der Kirnitzsch und ihrer Zuflüsse die Reste der Felsenburgen Brtnický hrádek und Vlčí hrádek.
Nachbaransiedlungen sind Schäferräumicht und Mikulášovice im Norden, Kopec, Brtníky, Šternberk und Vlčí Hora im Nordosten, Dlouhý Důl und Kyjov im Osten, Doubice und Dolní Chřibská im Südosten, Na Tokání im Süden, die Wüstung Zadní Jetřichovice im Südwesten, Niedermühle und Hinterhermsdorf im Westen sowie Im Loch, Neudorf, Langk und Obermühle im Nordwesten.

## Geschichte
Entlang der Kirnitzsch verlief seit alten Zeiten die Grenze zwischen den Herrschaften Hohnstein und Kamnitz. Die Errichtung der ersten Mühle im Kirnitzschgrund bei Hinterhermsdorf erfolgte vermutlich um 1400. Die erste Erwähnung sowohl der Mittel- als auch der Niedermühle erfolgte 1547 als Brettmühlen im Erbbuch des Amtes Hohnstein. Im Jahre 1588 war die Mittelmühle als Mahlmühle genannt. Zusammen mit der etwas unterhalb am rechten Ufer gelegenen Niedermühle und der Brettmühle am Steinberg waren alle Kirnschtmühlen, auch die Mittelmühle, zu Hinterhermsdorf gehörig. Als Radslav Kinsky 1614 die Herrschaft Kamnitz erwarb, schlug er die auf seinem Gebiet liegende Mittelmühle auch de facto seiner Herrschaft zu. Sie wurde danach auch als Böhmische Mühle und die Niedermühle in Böhmen auch als Sächsische Mühle bezeichnet. Die Zentschelmühle am Steinberg erlosch zu Beginn des 18. Jahrhunderts. Im Loch entstanden im Laufe der Zeit weitere Häuser und die Einschicht wurde Hinterdaubitz genannt. Die Bewohner ernährten sich von der Forstwirtschaft und der Fischerei. Um 1800 gehörten beide Mühlen dem Müller Puttrich. Nachdem 1806 die böhmische Lehnshoheit über das Amt Hohnstein erlosch, änderte sich an der engen Verwurzelung der Böhmischen Mühle und Hinterdaubitz mit Hinterhermsdorf wenig. Die Häuser am linken Ufer waren zwar den Grafen Kinsky auf Kamnitz in Böhmen untertänig, das nächstgelegene Dorf war das sächsische Hinterhermsdorf. Im 19. Jahrhundert entstand ein Jägerhaus, das seit 1846 auch als Einkehr diente.
Nach der Aufhebung der Patrimonialherrschaften wurde Hinterdaubitz ab 1850 amtlich ein Ortsteil der Gemeinde Daubitz im Bezirk Rumburg. Weil Daubitz jedoch weitab lag und nur schwer durch die Felstäler zu erreichen war, besuchten die Kinder des Ortes die Schule in Hinterhermsdorf. Ebenso waren die Einwohner nach Hinterhermsdorf gepfarrt und evangelisch. 1860 brannte die Niedermühle und drei Jahre später die Böhmische Mühle. Dies gab Anlass zu Spekulationen, da die Besitzerinnen der Mühlen, zwei Enkelinnen des Müllers Puttrich, einander nicht wohlgesinnt waren. Während an der Niedermühle nur Schäden am Westgiebel entstanden, war er bei der Böhmischen Mühle deutlich größer. Sie wurde wieder aufgebaut, diente jedoch nicht mehr als Mühle, sondern als Wirtschaftshof.

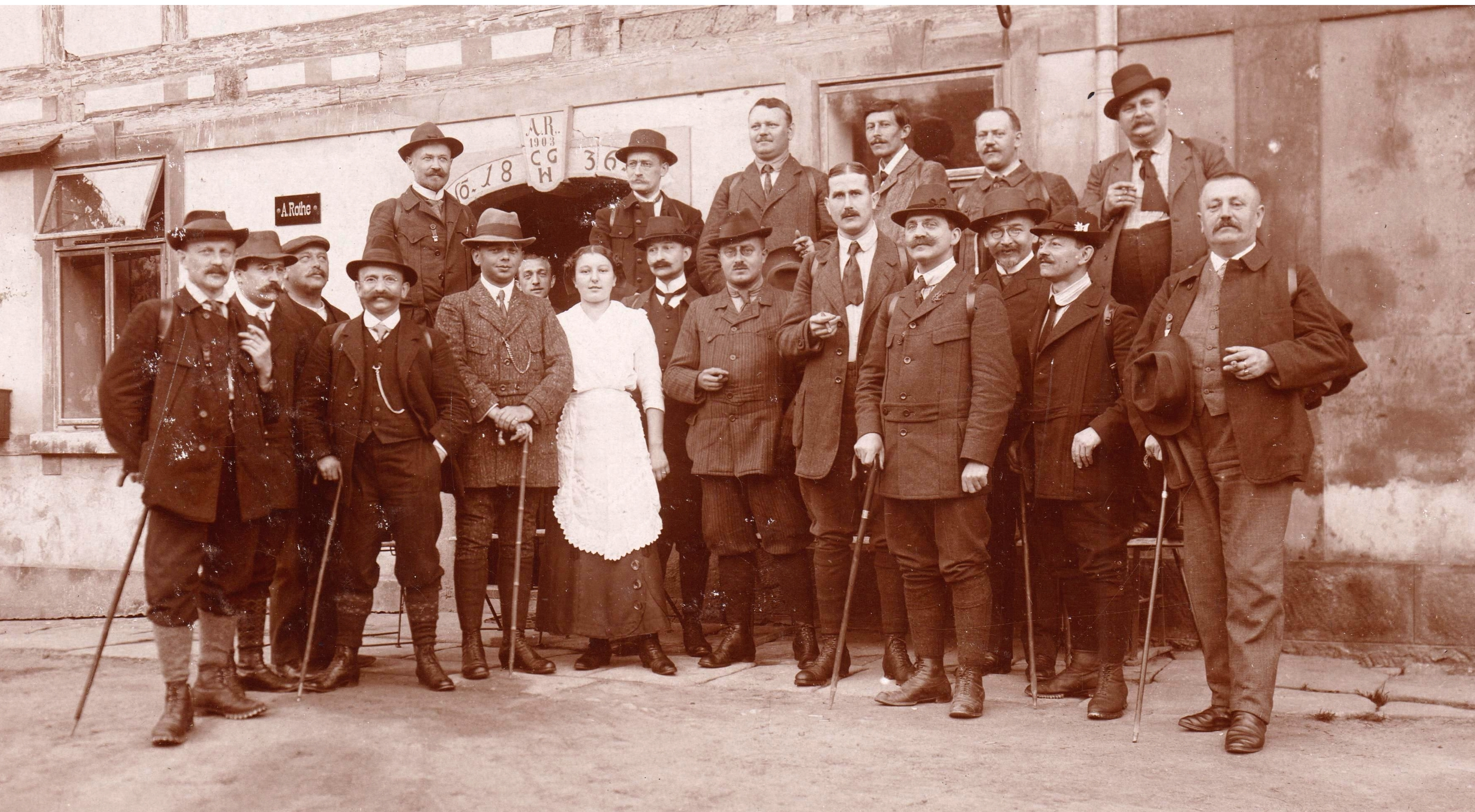
Gebirgsverein für die Sächsische Schweiz – Sektion Radeberg, Exkursion zur Böhmischen Mühle Hinterdaubitz am 23. / 24. August 1913.

Der zum Ende des 19. Jahrhunderts einsetzende Tourismus und die nach Einstellung der Flößerei begonnene Kahnfahrt auf der Oberen Schleuse machten Hinterdaubitz zu einem Anlaufpunkt von Ausflüglern aus Böhmen und Sachsen. Zu Beginn des 20. Jahrhunderts erhielt die Böhmische Mühle eine Schankkonzession und es erfolgte ein Umbau zu einem Ausflugsgasthaus mit Hotelbetrieb im bayerischen Stil. Erst mit dem Bau der Khaatalstraße im Jahre 1906 erhielt Hinterdaubitz eine Straßenverbindung ins Böhmische, zuvor war der Ort über die Straße von Hinterhermsdorf über Neudorf sowie über Wege aus Böhmen erreichbar.
1910 war Anton Rothe Besitzer der Böhmischen Mühle. Auf sächsischer Seite betrieb der Besitzer der Niedermühle, Wilhelm Höhne, vor 1911 ebenfalls eine Schankwirtschaft, die wegen der böhmischen Konkurrenz recht kurzlebig war. 1910 lebten in den sechs Häusern von Hinterdaubitz 13 Menschen und 1921 waren es 21.
1911 kaufte Friedrich Wilhelm Peschke die Niedermühle. Peschke betätigte sich als Heimatforscher und Altertumssammler. Er gründete in Hinterhermsdorf das erste Dorfmuseum und bereiste mehrmals China. Peschke verschuldete sich dabei. 1922 stellte die Niedermühle den Mahlbetrieb ein und auch das Sägewerk wurde stark reparaturbedürftig. 1927 verursachte ein Hochwasser der Kirnitzsch starke Schäden.
Neben dem Hegerhaus betrieb der Heger Alfred Pohl in Hinterdaubitz eine weitere Schankwirtschaft. Eine Besonderheit war, dass die Böhmischen Mühle, die in der Flussschleife unterhalb lag, nur über eine durch sächsisches Gebiet führende Straße zur Niedermühle erreichbar war. 1932 bestand Hinterdaubitz aus acht Häusern und hatte 37 Einwohner. 
Nach der Machtübernahme durch die Nationalsozialisten im Deutschen Reich verweigerten die tschechischen Behörden einen weiteren Schulbesuch der Hinterdaubitzer Kinder in Hinterhermsdorf. Im Ort bestand deshalb von 1933 bis 1936 eine eigene Schule. Sie zählte nur 4 Schüler und war in dieser Zeit die kleinste Schule in der Tschechoslowakischen Republik. Ab 1937 erfolgte die Umschulung ins böhmische Zeidler.
1934 wurde an der Zeidlerbrücke eine tschechoslowakische Zollstation eingerichtet. Nach dem Münchner Abkommen wurde Hinterdaubitz 1938 dem Deutschen Reich zugeschlagen und gehörte bis 1945 zum Landkreis Rumburg.
In den letzten Tagen des Zweiten Weltkrieges führte Ende April 1945 der Todesmarsch der Häftlinge des KZ-Außenlagers Schwarzheide über Hinterhermsdorf und Hinterdaubitz nach Warnsdorf. Dabei erschoss die SS-Wachmannschaft acht Häftlinge. Nach dem Ende des Krieges kam Hinterdaubitz zur Tschechoslowakei zurück. Anschließend begann die Vertreibung der deutschen Bewohner. Über die Grenzbrücke nach Hinterhermsdorf zogen Kolonnen von vertriebenen Deutschen. Danach wurde die Grenze geschlossen. 1950 bestand Zadní Doubice weiterhin aus acht Häusern, hatte aber keinen Einwohner mehr. Die Böhmische Mühle brannte nieder und die anderen Häuser auf der tschechischen Seite wurden in den 1950er Jahren abgerissen. Auf sächsischer Seite besteht im Tal die Niedermühle und ein Haus im Loch.
Nach der Samtenen Revolution wurde 1996 ein Grenzübergang für Wanderer und Radfahrer von Hinterhermsdorf nach Zadní Doubice eröffnet. Heute führt der Radwanderweg von Hinterhermsdorf nach Krásná Lípa über die Grenzbrücke. Ab 2001 begann eine Restaurierung der Niedermühle, die sich bis 2002 im Besitz der Familie Peschke befand.

## Sehenswürdigkeiten
- Gedenktafel für die erschossenen Häftlinge des KZ-Todesmarsches, im Temný důl (Finsterer Grund), östlich von Zadní Doubice
- Vlčí deska (Wolfstafel), südlich der Niedermühle, hier wurde 1640 der letzte Wolf erlegt
- Mauerreste der Böhmischen Mühle
- Obere Schleuse, flussabwärts an der Kirnitzsch
- Khaatal
- Reste der Felsenburgen Brtnický hrádek und Vlčí hrádek
- Höhle Großes Preußenlager
- Sandsteinfelsen